# Берглерн
Берглерн (нем. Berglern) — община в Германии, в земле Бавария. 
Подчиняется административному округу Верхняя Бавария. Входит в состав района Эрдинг.  Население составляет 2568 человек (на 31 декабря 2010 года). Занимает площадь 19,89 км².